# Pista negra
Pista negra, título original en italiano Pista nera, es la tercera novela publicada por el escritor italiano Antonio Manzini, y la primera de la serie protagonizada por el subjefe de policía Rocco Schiavone.
En Italia fue publicada por Sellerio Editore en 2013. En España la primera publicación es de Salamandra Black, colección de Ediciones Salamandra, en 2015, traducida por Teresa Clavel Lledó.

## Argumento
El subjefe de Polizia di Stato Rocco Schiavone fue trasladado a Aosta desde Roma hace cuatro meses, en setiembre. Su traslado esconde un castigo disciplinario, ya que Schiavone logró capturar a un pederasta, pero en lugar de entregarlo a la justicia le dio una paliza tremenda que dejó al delincuente tuerto y cojo de por vida.
Una llamada conduce a Rocco a las pistas de esquí de Champoluc, en Ayas, a unos 1500 metros de altitud. Allí se ha producido lo que parece ser un atropello de una persona por una máquina pisanieves. Pero pronto la tocada de cojones, como denomina Schiavone a sus casos, se eleva al grado máximo cuando se descubre que se trata de un asesinato. Alguien ha dejado inconsciente y tapado por la nieve al fallecido.
Pronto se descubrirá la identidad del muerto, y las pruebas de que dispone Rocco para resolver el caso son un pañuelo con restos de sangre hallado en la garganta del cadáver y unas hebras de tabaco recogidas junto al cuerpo. Con eso, y su convencimiento de que ha sido alguien cercano a la víctima y no un turista, deberá trabajar Schiavone.

## Personajes

### Rocco Schiavone
Subjefe de la policía. Gran investigador, pero totalmente indisciplinado, corrupto, fumador de marihuana y, a ratos, verdaderamente desagradable, aunque en el fondo no es mala persona.

### Otros personajes
- Italo Perron y Caterina Rispoli: agente e inspectora de policía. Son los colaboradores más cercanos a Rocco y en los únicos que confía.

- Leone Miccichè: Asesinado. Regentaba un hotel-restaurante en un antiguo refugio junto a su mujer. No era de la zona, sino que emigró desde Catania.

- Luisa Pec: Esposa del muerto. Muy guapa (Rocco la compara con Greta Scacchi y otro personaje con Margherita Buy). Pronto se descubre que está embarazada.

- Domenico y Lia Miccichè: Hermano y cuñada del fallecido, con el que mantenían diferencias por la venta o no de posesiones comunes.

- Omar Borghetti: Jefe de los monitores de esquí y exnovio de Luisa Pec.

- Amedeo Gunelli: Conduce el pisanieves que destroza a Leone Miccichè.

- Luigi Bionaz: Jefe de los conductores de los pisanieves.

- Nora: Amante de Rocco. Muy guapa.

- Maurizio Baldi: Juez encargado del caso.

- Alberto Fumagalli: Forense y amigo de Rocco.

- Sebastiano Cecchetti: Amigo de la infancia de Rocco y delincuente. Viene desde Roma para proponer un negocio ilegal a Rocco.

- Luca Farinelli: Jefe de la policía científica.

- Andrea Corsi: Jefe superior de policía.

- Agentes Daruta, D'Intino y Casella: policías a cargo de Schiavone, bastante incompetentes.

## Adaptaciones
La novela fue adaptada en el primer episodio de la primera temporada de la serie Rocco (serie televisiva).